# ويليام أغسطس آدم
ويليام أغسطس آدم (بالإنجليزية: William Augustus Adam)‏ هو سياسي بريطاني (وحمل سابقاً جنسية المملكة المتحدة لبريطانيا العظمى وأيرلندا)، ولد في 27 مايو 1865، وتوفي في 18 أكتوبر 1940. حزبياً، نشط في حزب المحافظين. في الانتخابات العمومية البريطانية في يناير 1910 ‏، انتخب عضو برلمان المملكة المتحدة الـ29 عن دائرة Woolwich ‏ (15 يناير 1910 – 28 نوفمبر 1910).